# Gonja est
Le district de Gonja est est l’un des 20 districts de la Région du Nord au Ghana.